# Bras de Seine près de Giverny
Bras de Seine près de Giverny est le titre partagé par plusieurs tableaux impressionnistes très similaires réalisés par le peintre Claude Monet en 1897.
Certains, n'ayant pas de sous-titre distinctif, ont reçu plus tard des numéros. Parmi ceux de cette série, on trouve :
- Bras de Seine près de Giverny [I] (1897, musée d'Orsay)
- Bras de Seine près de Giverny [II] (1897, musée de Boston)
- Bras de Seine près de Giverny, brouillard (1897, musée de Raleigh, Caroline du Nord)
- Bras de Seine près de Giverny à l'aurore (1897, musée d'Hiroshima)

D'autres de la série ont des titres proches, comme :
- La Seine à Giverny, effet de brume [I] (1897)
- La Seine à Giverny, effet de brume [II] (1897)
- La Seine à Giverny (1897)
- Matinée sur la Seine, temps net (1897)
- Matinée sur la Seine (1897)

| Tableau | Titre                             | Date | Dimensions | Lieu d’exposition                                      | Catalogue raisonné |
| ------- | --------------------------------- | ---- | ---------- | ------------------------------------------------------ | ------------------ |
|         | Matinée sur la Seine              | 1897 | 89 × 92 cm | donation Mrs J.F. Kennedy, Maison-Blanche (Washington) | W 1485             |
|         | Bras de Seine près de Giverny (I) | 1897 | 73 × 93 cm | Musée d'Orsay (Paris)                                  | W 1487             |
|         | La Seine près de Giverny          | 1897 | 73 × 92 cm | National Gallery of Art (Washington)                   | W 1494             |